# Terremoto de Lorca de 2011
El terremoto de Lorca fue un seísmo de magnitud 5,1 Mw (Magnitud de momento) ocurrido el 11 de mayo de 2011, tuvo una intensidad Mercalli VII en la zona epicentral y sacudió principalmente a la localidad de Lorca, en la Región de Murcia (España), a las 18:47 hora local (16:47 UTC). Su hipocentro estaba localizado en la  Falla de Alhama de Murcia (FAM) y sus efectos se sintieron en toda la Región de Murcia. Fue precedido por un seísmo premonitorio de magnitud 4,5 sucedido a las 17:05 hora local de ese mismo día.
El movimiento sísmico fue sentido también en las provincias de Almería, Albacete, Granada, Jaén, Málaga, Alicante, Ciudad Real y algunas zonas de la ciudad de Madrid, donde el tipo de suelo amplifica los movimientos en ciertos barrios.
Múltiples réplicas se produjeron después del principal de las 18:47, si bien la de las 22:37, hora local, fue la de mayor magnitud, con 3,9 en la escala de magnitud de momento, y que pudo sentirse.

Localización del municipio de Lorca en la región de Murcia.

La Región de Murcia, en la que se encuentra Lorca, es la zona sismológica más activa de España, si bien esta localidad, concretamente, no está entre las de mayor peligrosidad dentro de ella.

## Geología

### Magnitud y localización
El principal terremoto tuvo una magnitud de 5,1 (Mw) y ocurrió en tierra el 11 de mayo a las 18:47 aproximadamente hora local (16:47 UTC), aproximadamente a 2 kilómetros al noreste de la ciudad de Lorca. El epicentro estaba situado en el subsuelo de Barranco Hondo (Lorca) y el hipocentro del terremoto fue extremadamente superficial, a unos 1000 metros de profundidad. El seísmo se dejó sentir en todo el sureste peninsular, especialmente en la Región de Murcia. En la zona se localiza el límite de placas entre la placa euroasiática y la placa africana. Sin embargo, la mayor parte de los temblores en la región no exceden las magnitudes perceptibles, por lo que generalmente no son sentidos. Se ha estimado que el movimiento telúrico fue resultado directo de una falla de desgarre cercana a otra falla mayor, la Falla de Alhama de Murcia. Esta falla es una línea muy superficial que se extiende de 40 a 50 kilómetros. Los especialistas locales también informaron de la presencia de superficies de ruptura en las cercanías de la falla. Las estimaciones iniciales del Servicio Geológico de los Estados Unidos indicaron una magnitud de 5,3 (Mw); mientras que el Centro Sismológico Euro-Mediterráneo estimó la magnitud en 5,2 (ML). Numerosos estudios de investigación se han desarrollado tras este terremoto. Un estudio geodésico publicado en 2014 observó diferencias compresivas en los bloques situados al sur de la falla de Crevillente; un claro indicador de la complicada geodinámica de la zona.
El temblor fue especialmente grave debido a la combinación de poca profundidad (un terremoto a un kilómetro de profundidad es muy excepcional) y una magnitud moderada. Dio como resultado un gran temblor que se sintió en toda la región de Murcia. En Lorca, cerca del epicentro del seísmo, grandes movimientos de tierra registraron una intensidad de VII en la escala de Mercalli, mientras que otras zonas cercanas detectaron movimientos de V en la escala Mercalli. En total el evento desarrolló la misma potencia que una explosión de 200 toneladas de TNT, o aproximadamente 8,4x1011 julios.
El 22 de octubre de 2012 se dio a conocer que el terremoto de Lorca estaría relacionado con un descenso continuo del nivel de las aguas subterráneas, que hubiera generado un desplazamiento de toda la zona. Los científicos de la universidad de Western Ontario estimaron que el descenso de 250 metros en el nivel freático podría haber favorecido el terremoto, pero no se han atrevido a valorar si es la causa principal debido a la dificultad que supone estudiar los orígenes de los movimientos sísmicos.

### Seísmos y principales réplicas
| Fecha      | Hora (UTC) | Coordenadas                                 | Profundidad (km) | Intensidad (MM) | Magnitud (MW) | Lugar      | Observaciones      |
| ---------- | ---------- | ------------------------------------------- | ---------------- | --------------- | ------------- | ---------- | ------------------ |
| 11/05/2011 | 15:05:13   | 37°25′54″N 1°24′56″O / 37.431776, -1.415640 | 2                | VI              | 4,5           | Lorca (NE) | Terremoto previo   |
| 11/05/2011 | 15:21:01   | 37°40′16″N 1°39′02″O / 37.6710, -1.6505     | 10               | -               | 2,6           | Lorca (E)  |                    |
| 11/05/2011 | 16:47:25   | 37°26′01″N 1°24′40″O / 37.433612, -1.411032 | 1                | VIII            | 5,1           | Lorca (NE) | Terremoto          |
| 11/05/2011 | 16:53:15   | 37°39′50″N 1°38′01″O / 37.6638, -1.6337     | 11               | -               | 2,8           | Lorca (E)  | Réplica            |
| 11/05/2011 | 19:28:18   | 37°43′21″N 1°39′51″O / 37.7224, -1.6641     | 2                | -               | 2,9           | Lorca (NE) | Réplica            |
| 11/05/2011 | 20:37:45   | 37°41′38″N 1°39′10″O / 37.6938, -1.6527     | 4                | IV              | 3,9           | Lorca (NE) | Réplica más fuerte |
| 11/05/2011 | 20:44:06   | 37°41′46″N 1°36′35″O / 37.6960, -1.6098     | 11               | -               | 2,7           | Lorca (E)  | Réplica            |
| 13/05/2011 | 21:08:37   | 37°41′07″N 1°39′48″O / 37.6852, -1.6634     | 6                | III             | 2,6           | Lorca (E)  | Réplica            |
| 14/05/2011 | 00:49:32   | 37°41′37″N 1°39′57″O / 37.6935, -1.6657     | 4                | III             | 2,8           | Lorca (NE) | Réplica            |
| 14/05/2011 | 21:10:25   | 37°39′56″N 1°40′13″O / 37.6656, -1.6703     | 5                | III             | 2,9           | Lorca (SE) | Réplica            |
| 14/05/2011 | 21:54:35   | 37°40′27″N 1°39′51″O / 37.6743, -1.6641     | 4                | III             | 2,7           | Lorca (E)  | Réplica            |
| 15/05/2011 | 00:03:03   | 37°39′53″N 1°39′59″O / 37.6646, -1.6663     | 7                | III             | 2,8           | Lorca (SE) | Réplica            |

Nota: se incluyen las réplicas de magnitud superior a 2,5 MW durante el mes posterior al terremoto. Datos según el Instituto Geográfico Nacional.

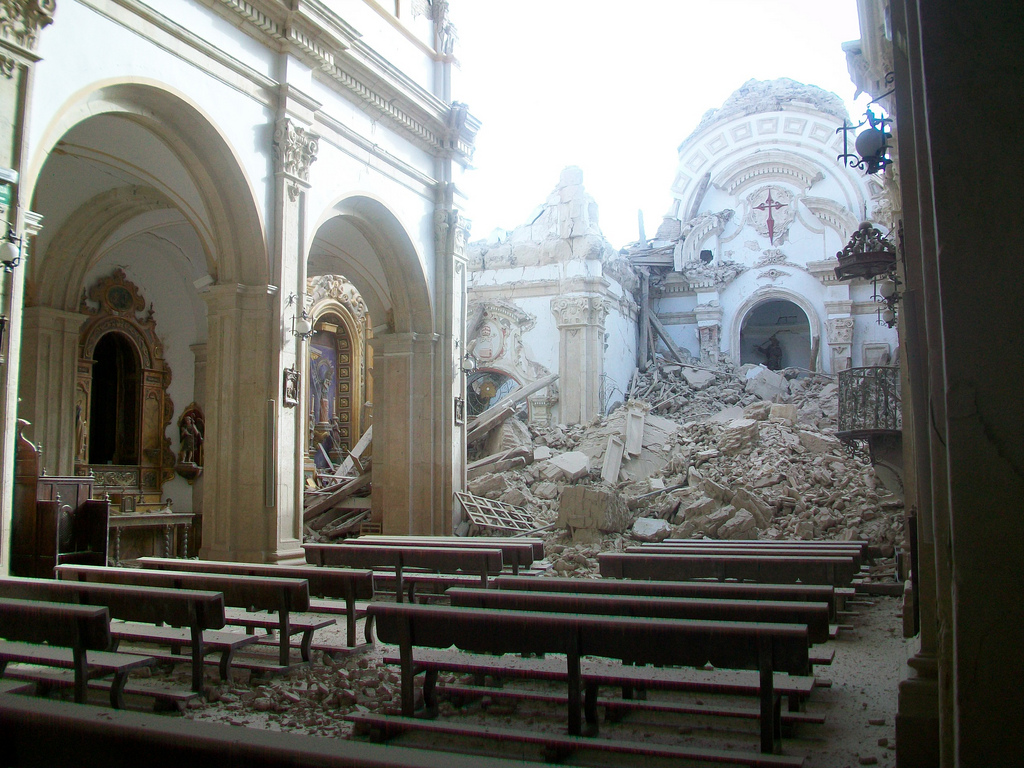
Estado de la iglesia de Santiago, hundida tras el terremoto.

### Daños materiales
Como consecuencia del terremoto se han visto afectados los edificios públicos, las viviendas y el patrimonio histórico. Las zonas más afectadas han sido el barrio de La Viña, considerada zona cero del seísmo, y el casco histórico donde muchas casas solariegas conservan sólo su fachada.
Se calcula que un 80 % de las viviendas resultaron dañadas, teniendo algunas que ser demolidas en los meses posteriores. A principios de septiembre, acabado el plazo establecido en el Real Decreto Ley para derribar viviendas en ruina, el número de viviendas demolidas fue de 1.164, además de 45 naves y un número indeterminado de otras construcciones. A pesar del alto número de viviendas afectadas sólo un edificio se derrumbó durante el seísmo.

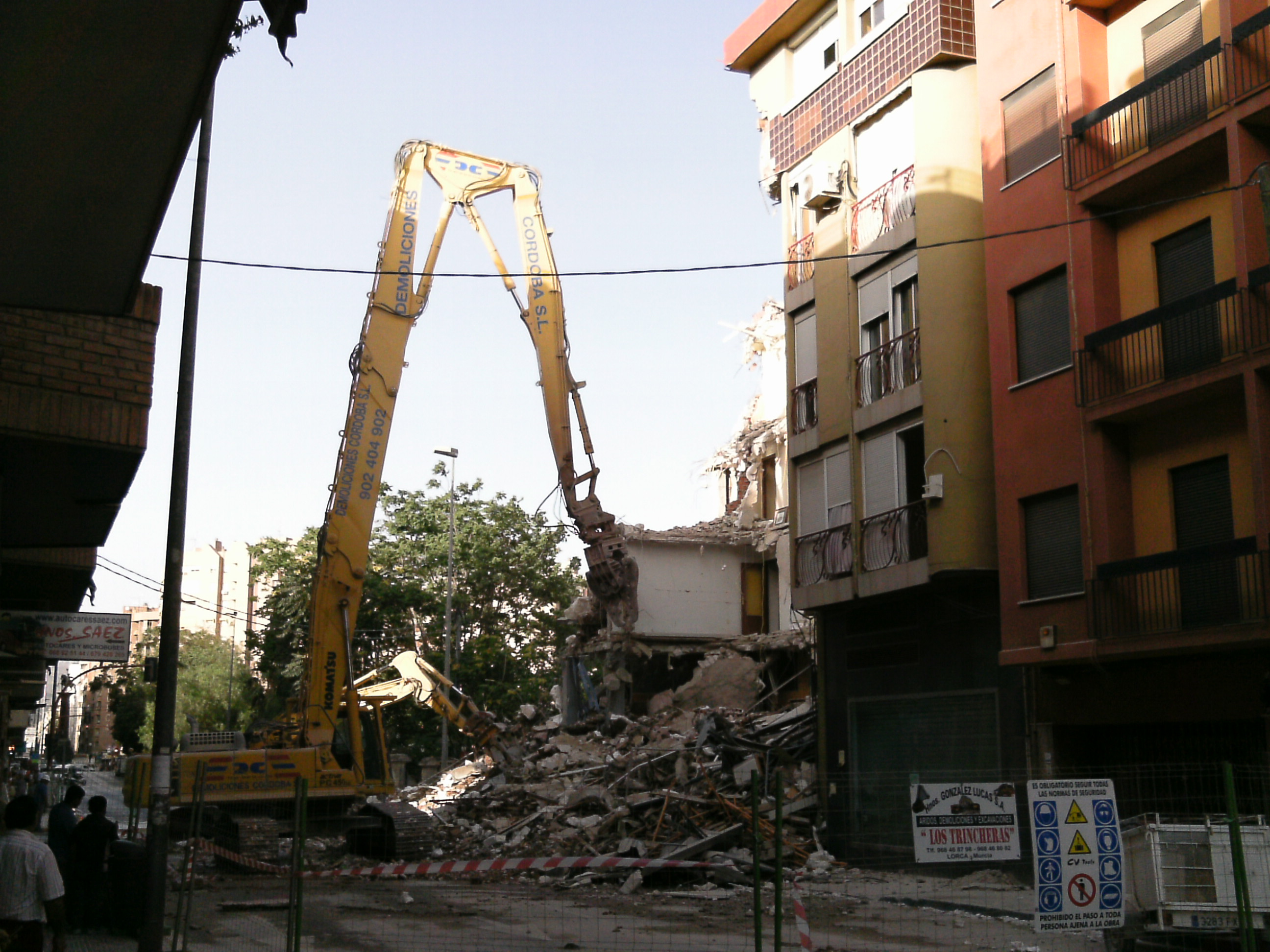
Derribo de un edificio en la calle Jerónimo Santa Fe, una escena habitual en los meses posteriores al terremoto.

Entre los edificios públicos se vieron afectados, en mayor o menor medida, los educativos y sanitarios. Entre los educativos, fue demolido el Instituto Ros Giner, construido en el año 1972, debido a los daños estructurales y se planteó el derribo parcial del Instituto Ramón Arcas Meca, edificio de 1956. A principios de diciembre se aplaza el derribo de dicho instituto para conservar las esculturas de la fachada obra de Miguel Fisac Serna, que fue galardonado con el Premio Nacional de Arquitectura en 2003. Finalmente el día 26 de ese mes comienza el derribo del instituto conservándose parte de la fachada y, al igual que en el Ros Giner, la parte más moderna, fruto de una ampliación posterior.
Otros edificios públicos quedaron afectados como el Conservatorio de Música Narciso Yepes, la Comisaría del Cuerpo Nacional de Policía y la casa cuartel de la Guardia Civil, que también fue demolida debido a la gravedad de los daños.
Algunas infraestructuras del estado también se vieron dañadas. Los viaductos y túneles de la Autovía del Mediterráneo A-7 soportaron bien el temblor y sólo registraron pequeños daños. En las infraestructuras ferroviarias, la estación de Lorca-Sutullena fue la más perjudicada con graves daños en la planta superior, la cual fue derribada por seguridad. En infraestructuras hidráulicas, la Confederación Hidrográfica del Segura informó de que no se registraron problemas en los embalses de Valdeinfierno y Puentes y que se registró un derrumbe en dos casetas de reparto de agua del embalse.
El patrimonio cultural el casco histórico de Lorca, declarado Conjunto histórico-artístico desde 1964, se vio muy afectado. El alcalde de Lorca, Francisco Jódar Alonso, confirmó que este seísmo causó una de las mayores catástrofes para el patrimonio, con 33 edificios históricos afectados, entre ellos el Castillo de Lorca. Según el consejero de Cultura del gobierno de la Región de Murcia, Pedro Alberto Cruz, Lorca había sufrido la mayor catástrofe patrimonial de Europa desde el terremoto de Asís del año 1997.

### Daños personales
El terremoto dejó 9 víctimas mortales, entre ellas dos mujeres embarazadas y un adolescente de 14 años, y unos 324 heridos. Dos días después del seísmo, el día 13, se ofició el funeral de Estado sólo con cuatro féretros ya que el resto de familias optó por un funeral en la intimidad. La misa fue oficiada por el Obispo de la Diócesis de Cartagena, José Manuel Lorca Planes con la presencia, entre otros, de los príncipes de Asturias, el presidente del Gobierno, José Luis Rodríguez Zapatero, el ministro de Fomento, José Blanco y el presidente de la Región de Murcia Ramón Luis Valcárcel. Al funeral asistieron casi tres mil personas y se realizó en el recinto ferial de Santa Quiteria a causa de los daños en los templos de la ciudad.

Gráfico de las consecuencias de los seísmos de Lorca en 2011.
epicentro de los terremotos áreas con edificios dañados personas fallecidas

## Solidaridad
Desde diversos puntos de la geografía española se dieron muestras de apoyo y solidaridad con el pueblo lorquino tras sufrir este importante seísmo. No obstante, cabe destacar sin duda y de manera especial una de estas muestras de solidaridad. En concreto se trata de la provincia de Almería, quien a través de su Diputación provincial puso en marcha un plan de ayuda a favor de Lorca a través del cual envió al pueblo lorquino un total de casi 6 toneladas de alimentos tales como leche, agua, pasta, conservas, verduras, aceite, azúcar, galletas, y un largo etcétera. Además varias empresas almerienses de manera privada y altruista también enviaron durante varios meses más suministros adicionales como agua, leche, bebidas, arroz, pasta y muchos otros alimentos básicos.

## Respuesta y medidas adoptadas

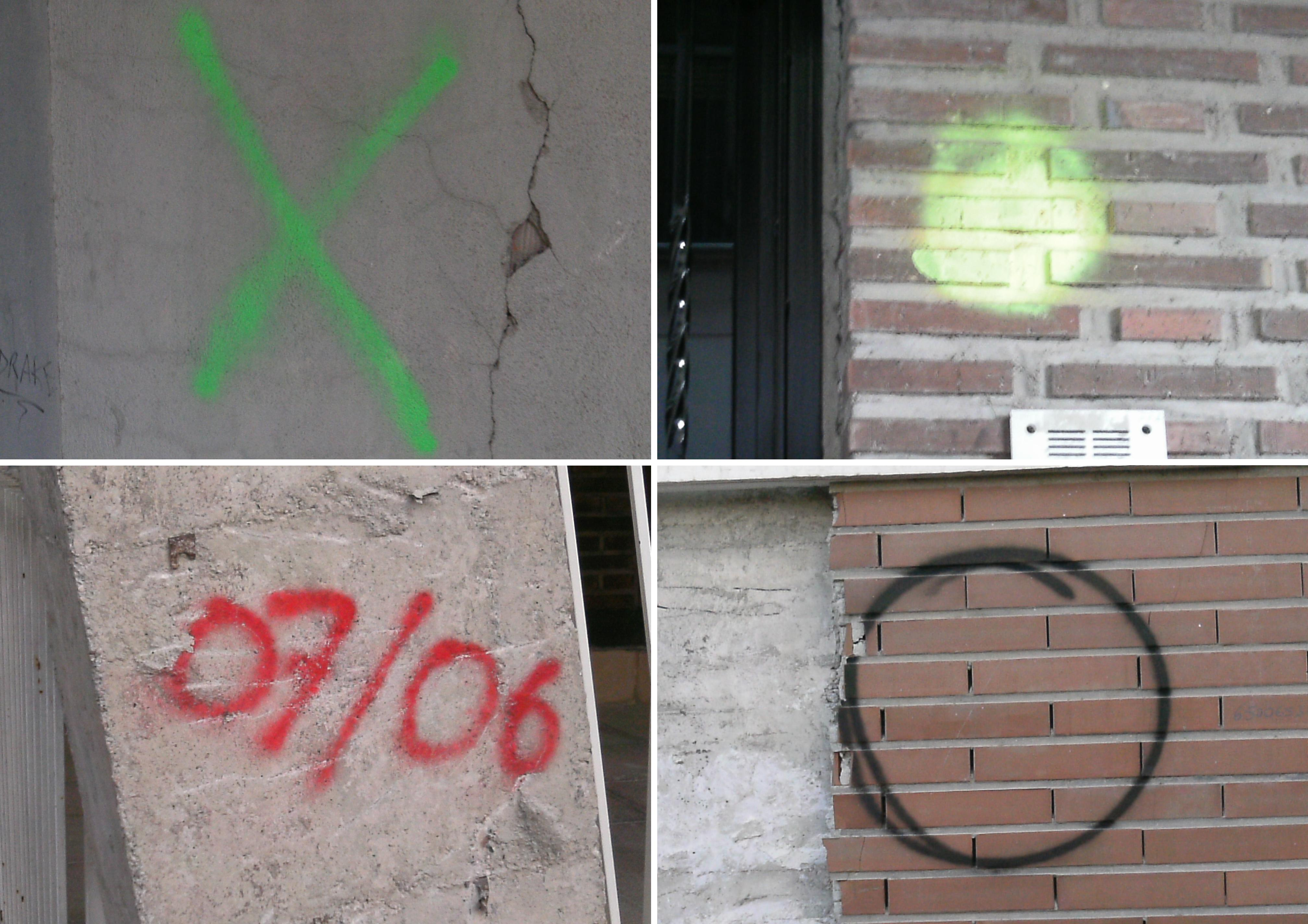
Indicativos verde, amarillo, rojo y negro en diferentes edificios.

### Medidas tomadas en los primeros momentos
Para informar sobre el estado de deterioro de las viviendas, Protección Civil y la Unidad Militar de Emergencias (UME) empezaron a evaluar los daños, poniendo a disposición de los ciudadanos de Lorca una oficina improvisada en la Plaza de España, donde se les informaba sobre el estado de sus casas. En los muros y puertas de las viviendas, Protección Civil ideó un sistema de colores: una pintada o pegatina verde indicaba que se podía acceder a la casa sin riesgo y habitarla, una de color amarillo indicaba que se podía entrar para recoger pertenencias y salir y una pintada o pegatina roja informaba que no se puede acceder a la casa, por daños estructurales. Con el paso de los días se comenzó a marcar de color negro las viviendas con la declaración de ruina.

#### Primer Real Decreto-ley
El día 13 de mayo, el consejo de ministros aprobó el Real Decreto Ley 6/2011 por el que se establecían las primeras ayudas e indemnizaciones para paliar los daños del seísmo.
El martes 17 de mayo se firmó en la ciudad de Murcia el convenio para la gestión de las ayudas entre el Ministerio de Fomento, la Comunidad Autónoma y el Ayuntamiento de Lorca. Según este convenio las ayudas serían aportadas en un 50 % por el Ministerio y la Administración regional.

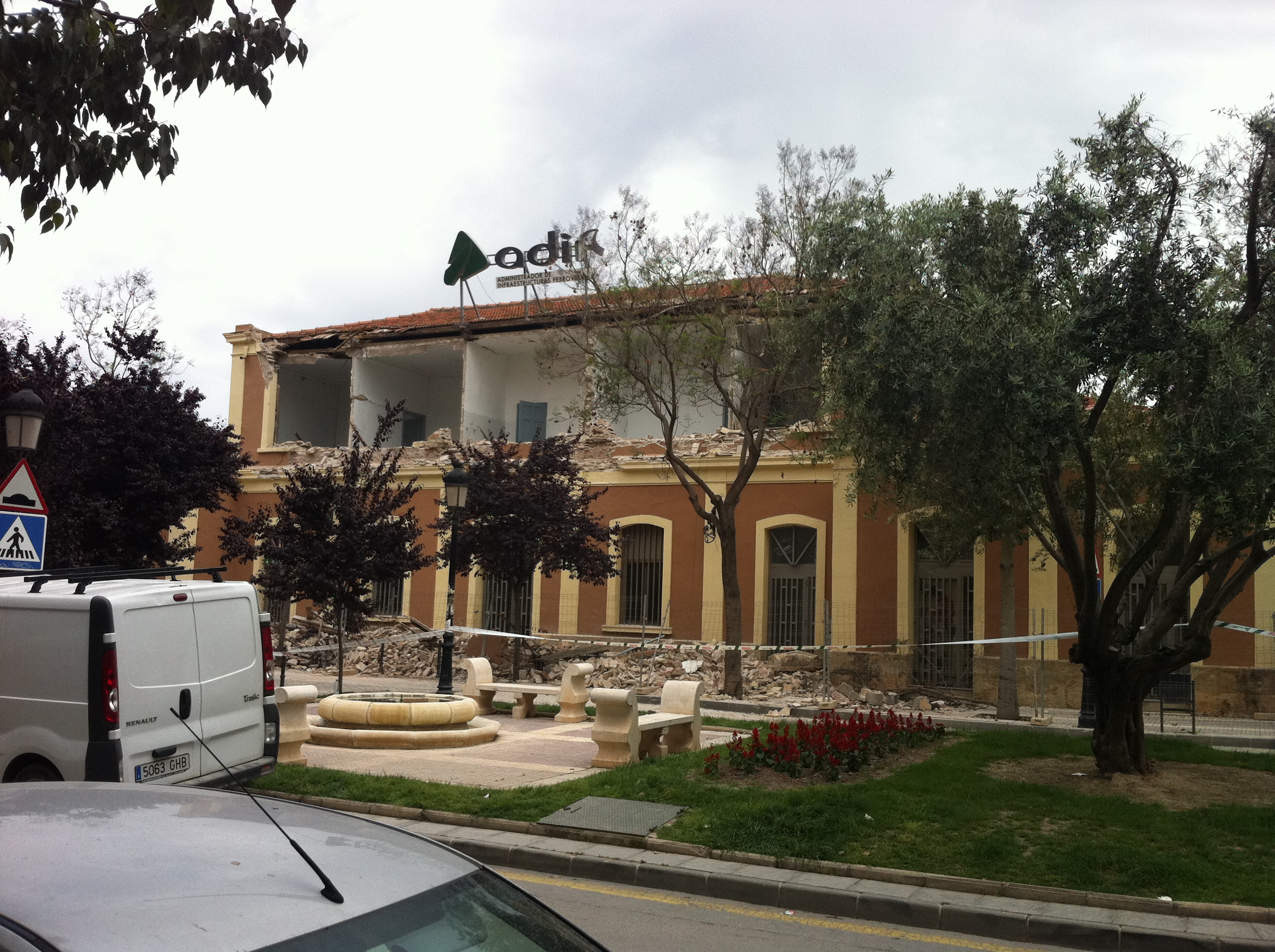
La estación ferroviaria de Lorca, dañada tras el terremoto de magnitud 5,1.

#### Medidas del Plan Contigo
Se dio un decálogo de sencillas recomendaciones elaborado por Protección Civil en la página del Plan Contigo, el proyecto de la Policía y la Guardia Civil en la red social Tuenti:
- En primer lugar, y si el terremoto nos sorprende dentro de un edificio, el consejo es quedarse en el interior y buscar refugio bajo un mueble resistente como una mesa o escritorio, junto a un muro de carga, lejos de ventanas, espejos y objetos que se puedan caer.
- Si se decide salir, nunca utilizar el ascensor, siempre bajar por las escaleras y, una vez en la calle, situarse lejos de edificios (en especial de tejados y fachadas), árboles, postes eléctricos o puentes.
- Siempre son preferibles los lugares abiertos, alejados lo más posible de las casas y, una vez allí, quedarse en él hasta que cese el temblor.
- En el caso de que el terremoto se produzca mientras vamos en coche, es aconsejable detener el vehículo, aparcar en una zona alejada de muros o fachadas y quedarse en el interior.
- Si el lugar no es seguro, abandonar el vehículo inmediatamente y buscar los espacios abiertos.
- En todo caso, Protección Civil recomienda mantener la calma, encender la radio o la televisión para mantenerse informado, seguir los consejos de las autoridades y usar el teléfono únicamente para las llamadas de emergencia.

#### Consorcio de Compensación de Seguros
Al día siguiente del terremoto, el entonces Ministerio de Economía y Hacienda informó de que el Consorcio de Compensación de Seguros (CCS), entidad pública dependiente de este Ministerio, asumiría el coste de las indemnizaciones derivadas del movimiento sísmico. En una primera valoración el director de Operaciones del organismo público, Alejandro Izuzquiza, calculó que el coste total de las indemnizaciones a pagar sería de unos 36 millones de euros, llegando a triplicar los 12 millones de euros pagados en el terremoto de Mula del año 1999.
Sin embargo, el día 15 de mayo la ministra de Economía y Hacienda Elena Salgado aumentó la cifra total de los daños a aproximadamente 70 millones de euros. A fecha de 4 de noviembre, las solicitudes presentadas eran de 30.041, de las cuales 28.665 habían sido abonadas completamente y 459 habían recibido algún tipo de anticipo. El importe total abonado por el Consorcio de Compensación de Seguros a esa misma fecha (4 de noviembre) excedió claramente las primeras valoraciones con 262,9 millones.
El 11 de mayo de 2012, coincidiendo con el primer aniversario del terremoto, el Consorcio informó de que de las 31.861 solicitudes de indemnización que había recibido hasta la fecha ya había resuelto 31.562 por un importe de 411,3 millones de euros entre indemnizaciones finales o anticipos. Además según las estimaciones del CCS las solicitudes por resolver ascenderían a 33,5 millones, sumando en total cerca de 450 millones de euros.

### Medidas posteriores

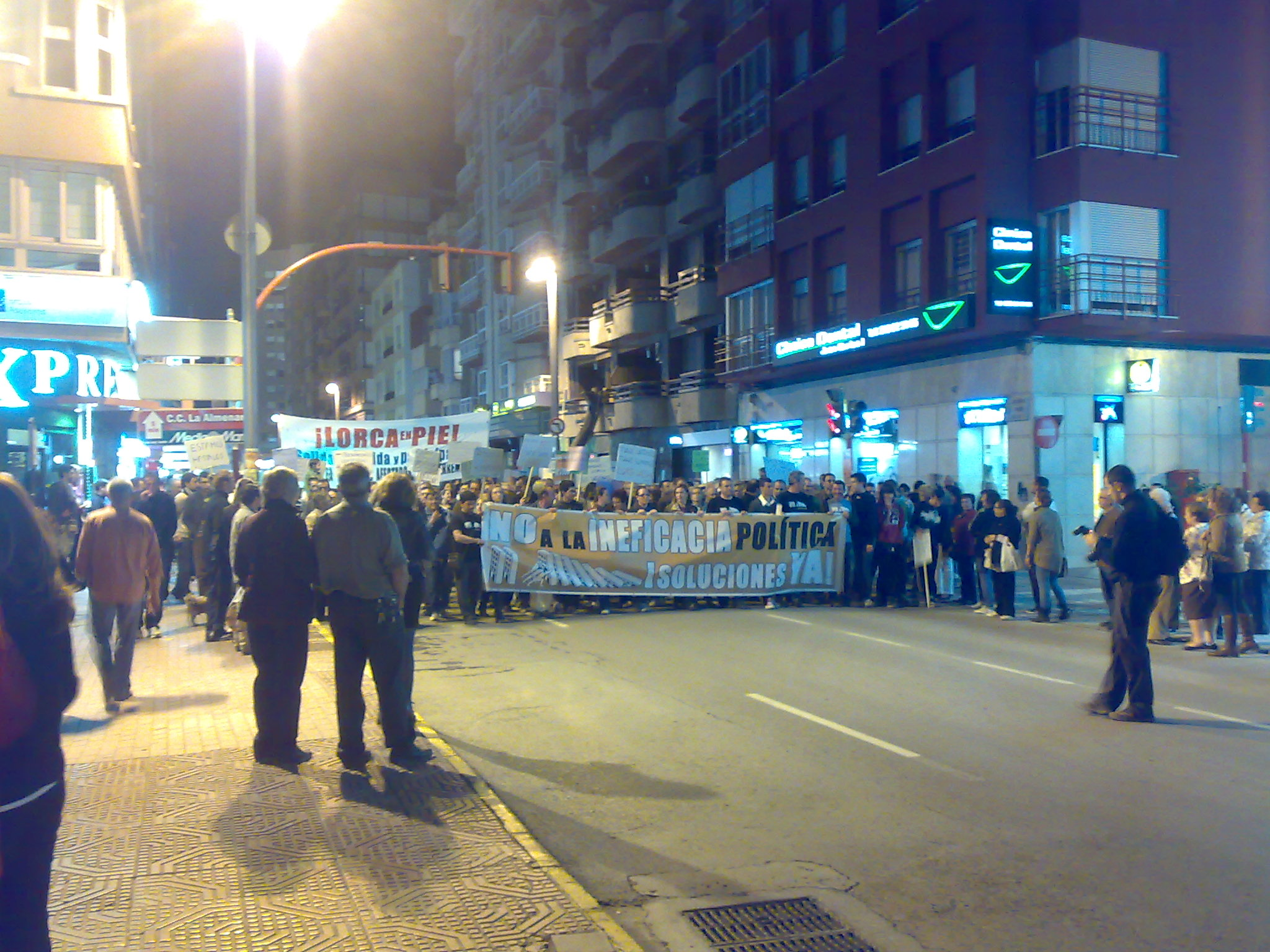
Manifestación de los damnificados por el terremoto de Lorca por la avda. Juan Carlos I el día 27 de octubre de 2011.

#### Comisionado
El Gobierno creó, previa aprobación del consejo de ministros, un Comisionado para coordinar y seguir las medidas del Estado para la reconstrucción de la ciudad de Lorca. El nombrado para el cargo fue Jesús Miranda, que a finales de año fue sustituido por Mario Garcés Sanagustín.
Seis días después de la primera y única visita de Mario Garcés, el nuevo Gobierno, previa deliberación del consejo de ministros, decide remodelar el comisionado y nombrar como comisionada a Inmaculada García. Según la vicepresidenta Soraya Sáenz de Santamaría hacía falta dar «un impulso clave» a Lorca y que ello «exige la dedicación plena de una persona», en referencia a los dos anteriores comisionados que compatibilizaban este cargo con el de subsecretario del Ministerio de Fomento.

#### Recuperación del patrimonio histórico
Para la recuperación del patrimonio, el Ministerio de Cultura elaboró el Plan Director de Recuperación del Patrimonio Cultural de Lorca que incluye la restauración de 75 monumentos de la ciudad con un presupuesto de aproximadamente 51 millones de euros. Este plan fue aprobado el 28 de octubre por el consejo de ministros.
En julio, el Ministerio de Fomento financió la rehabilitación de la iglesia de San Mateo, además de firmar, el 3 de octubre, con el Ayuntamiento de Lorca tres convenios dentro del programa 1% Cultural para la recuperación del Porche de San Antonio, la primera fase de restauración de la muralla medieval de Lorca, y la consolidación del Palacio de Guevara. A diferencia de otros proyectos del programa 1% Cultural, el Ministerio financiaría íntegramente las tres actuaciones.

#### Segundo Real Decreto-ley
En ese mismo consejo de ministros, el Gobierno estableció medidas complementarias a las del RDL 6/2011, elaborándose el RDL 17/2011 y atendiendo así una proposición no de ley, presentada por el Grupo Parlamentario Popular en el Congreso de los Diputados y aprobada por unanimidad el día 13 de septiembre.

#### Tercer Real Decreto-ley
Con la victoria del Partido Popular en las elecciones generales, el nuevo gobierno decide aprobar el Real Decreto Ley 11/2012, con el que se pretende impulsar la reconstrucción y la llegada de las ayudas a los damnificados. Entre otras medidas, SEPES toma la categoría de agente edificador voluntario en los casos en que así lo decidan los vecinos, o forzoso cuando no exista acuerdo en la reconstrucción del edificio. También se otorga a través de este RDL una línea de crédito para la Comunidad Autónoma denominada ICO-Lorca debido a las dificultades de la Administración regional para hacer frente a su 50 % de las ayudas y dotada de 115 millones de euros. Entre otras medidas, este RDL en su Disposición Adicional Segunda, establece nueve meses de plazo para la elaboración de un nuevo Plan Lorca. Este plazo tan largo fue criticado por la Confederación Empresarial de la Comarca de Lorca (Ceclor), la Cámara de Comercio e Industria y las asociaciones de damnificados por el terremoto, a pesar de las declaraciones del alcalde Francisco Jódar, que indicó que el objetivo del Ayuntamiento y la Comunidad Autónoma es que esté elaborado antes del verano.

## Reconocimientos y condecoraciones
El día 26 de mayo la ministra de Sanidad, Política Social e Igualdad, Leire Pajín, junto con la presencia de S.M. La Reina Doña Sofía concedió de forma extraordinaria las Cruces de Plata de la Orden Civil de la Solidaridad Social a nueve instituciones y organismos por la implicación y ayuda mostrada frente a los efectos del terremoto de Lorca.

### Unidades de ayuda
Se concedieron Cruces de Plata a la Unidad Militar de Emergencias (UME),a los servicios de Protección Civil de la Delegación del Gobierno en Murcia y al dispositivo de emergencia de la Consejería de Justicia y Seguridad Ciudadana de la Región de Murcia.

### Cuerpos y fuerzas de seguridad
Fue concedida la Cruz de Plata de la Orden Civil de la Solidaridad Social al Cuerpo Nacional de Policía en la Región de Murcia,a la Guardia Civil en la Región de Murcia y a la Policía Local de Lorca.

### Bomberos
La Orden Ministerial SPI/1327/2011, de 20 de mayo, concede la Cruz de Plata de la Orden Civil de la Solidaridad Social a los bomberos de la Región de Murcia, entre los que se incluyen el Consorcio de Extinción de Incendios y Salvamento de la Región de Murcia y los bomberos de los Ayuntamientos de Murcia y Cartagena, como reconocimiento al gran esfuerzo, implicación y profesionalidad de los distintos cuerpos de bomberos de la Región de Murcia que han participado, con el apoyo de los procedentes de otras Comunidades, en el dispositivo para hacer frente a los efectos producidos por el seísmo.

### Servicios médicos
Se hizo concesión de la Cruz de Plata de la Orden Civil de la Solidaridad Social a la Cruz Roja de la Región de Murcia y al Servicio Murciano de Salud.